# Márcio da Silva Dornelles
Márcio da Silva Dornelles (29 dicembre 1975) è un ex cestista brasiliano.

## Carriera
Con il Brasile ha disputato i Campionati americani del 2001.